# Parigi-Roubaix 1920
La Parigi-Roubaix 1920, ventunesima edizione della corsa, fu disputata il 4 aprile 1920, per un percorso totale di 280 km. Fu vinta dal belga Paul Deman giunto al traguardo con il tempo di 10h47'20" alla media di 25,953 km/h davanti a Eugène Christophe e Lucien Buysse.
Presero il via da Suresnes 93 ciclisti, 22 di essi tagliarono il traguardo di Roubaix (10 belgi, 10 francesi, 1 svizzero ed 1 italiano).

## Ordine d'arrivo (Top 10)
| Pos. | Corridore         | Squadra         | Tempo     |
| ---- | ----------------- | --------------- | --------- |
| 1    | Paul Deman        | -               | 10h47'20" |
| 2    | Eugène Christophe | -               | a 43"     |
| 3    | Lucien Buysse     | -               | s.t.      |
| 4    | Honoré Barthélémy | -               | a 1'00"   |
| 5    | Jules Van Hevel   | -               | a 6'23"   |
| 6    | Henri Pélissier   | JB Louvet       | a 7'26"   |
| 7    | Robert Gerbaud    | -               | s.t.      |
| 8    | Giuseppe Azzini   | Bianchi-Pirelli | a 15'40"  |
| 9    | Félix Goethals    | La Sportive     | a 16'40"  |
| 10   | Marcel Buysse     | -               | a 27'42"  |